# Bádminton en los Juegos Asiáticos de 2002
El torneo de bádminton en los Juegos Asiáticos de 2002 se celebró en Busán, Corea del Sur.

## Medallistas
| Evento               | Oro                          | Plata                                         | Bronce                                                             |
| -------------------- | ---------------------------- | --------------------------------------------- | ------------------------------------------------------------------ |
| Individual masculino | Taufik Hidayat               | Lee Hyun Il                                   | Hendrawan Shon Seung Mo                                            |
| Individual femenino  | Zhou Mi                      | Gong Ruina                                    | Wang Chen Kim Kyeung Ran                                           |
| Dobles masculino     | Lee Dong Soo y Yoo Yong Sung | Teerawiwatana Pramote y Panvisavas Tesana     | Chan Chong Ming y Chew Choon Eng Halim Heryanto y Tri kus Harjanto |
| Dobles femenino      | Ra Kyung Min y Lee Kyung Won | Gao Ling y Huang Sui                          | Yang Wei y Huang Nan Yan Lee Hyo Jung y Hwang Yu Mi                |
| Dobles mixto         | Kim Dong Moon y Ra Kyung Min | Sudhisodhi Khunakorn y Thoungthongkam Saralee | Chen Qiqiu y Zhang Jiewen Nova Widhianto y Vita Marissa            |
| Equipos masculinos   | Corea del Sur                | Indonesia                                     | China Malasia                                                      |
| Equipos femeninos    | China                        | Corea del Sur                                 | Hong Kong Tailandia                                                |

- Datos: Q562600